# Sint-Truidense stadsbusnetwerk
Het Sint-Truidense stadsbusnet wordt geëxploiteerd door de De Lijn in de vervoerregio Limburg. Het stadsbusnetwerk kent twee buslijnen die enkel rijden tijdens de spitsuren. Het belangrijkste knooppunt van het stadsnet is Station Sint-Truiden.

## Wagenpark
Het Truiense stadsnet wordt integraal door stelplaats Sint-Truiden van De Lijn gereden. De meeste bussen van deze stelplaats kunnen op het stadsnet ingezet worden. Dit zijn meestal midibussen. Incidenteel worden er ook weleens (gelede) bussen ingezet die normaal op de streekdienst rijden. Andersom gebeurt het ook weleens dat stadsbussen op de streekdienst rijden. De volgende bussen doen momenteel dienst op het stadsnet.

### Huidig wagenpark
| Serie     | Aantal | Fabrikant      | Type              | Opmerking                                                                             |
| --------- | ------ | -------------- | ----------------- | ------------------------------------------------------------------------------------- |
| 4464-4476 | 13     | VDL Jonckheere | Transit 2000 Midi | Worden afwisselend ingezet op de stadsdiensten van Tongeren, Hasselt en Sint-Truiden. |
| 5344-5345 | 2      | Van Hool       | newA309           |                                                                                       |

## Lijnenoverzicht

### Huidige lijnen
Sinds de uitrol van het concept basisbereikbaarheid in de vervoerregio Limburg van 6 januari 2024 bestaat het stadsnet nog uit twee lijnen. Lijn 217 verbindt Melveren met het stadscentrum, Zepperen en Kozen en vervangt zo de voormalige lijn S1. Lijn 218 verbindt Nieuwerkerken met het stadscentrum en Zepperen en vervangt zo lijn S2. Beide lijnen rijden enkel tijdens de spitsuren.
In feite zijn lijn 217 en 218 niet meer te classificeren als stedelijk busnetwerk aangezien het hier slechts gaat om twee varianten van de lijn 21 (Sint-Truiden - Hasselt) uit het kernnet.

### Voormalige lijnen
Tot 6 januari 2024 reden er vijf stadslijnen, die allemaal beginnen met de letter S. De stadslijnen verbonden verschillende wijken, omliggende dorpen en (deel)gemeenten met het stadscentrum, het station en met elkaar. Van de vijf stadslijnen waren er drie belbuslijnen.
Hieronder een tabel met de voormalige stadslijnen.
| Lijn | Traject | Frequentie                            | Voornaamste haltes |
| ---- | --- | ------------------------------------- | --- |
| S1   | Ordingen - Brustem - Sint-Truiden - Melveren - Terbiest - Melveren - Nieuwenhoven | 30’ - 60’                             | Ridderordelaan, Dorp, Pipelstraat, Brandhoutstraat, Europaplein, Naamsepoort, Seniorencentrum Den Akker, Ziekeren, Station, Sint-Trudo Ziekenhuis Speelhoflaan, Meigaar, Speelplein, Kruispunt, Sancta Maria, Engelbamp, Nieuwenhoven |
| S2   | Kozen Kerk - Kortenbos - Nieuwerkerken - Metsteren - Sint-Truiden - Zepperen - Kortenbos | 30’ - 60’                             | Kerk, Rusthuis, Kerk, Molen, Zonnebloemlaan, Sint-Trudo Ziekenhuis Rummenweg, Station, Markt, Naamsepoort, Europaplein, Industriepark, Kruispunt Expresweg, Kerk, Poel, Van Langenaker, Stokstraat, Overweg                           |
| S10  | Avondlijn Sint-Truiden | Op aanvraag (belbus)                  | Station, Markt, Naamsepoort, Europaplein, Sint-Trudo Ziekenhuis Rummenweg |
| S11  | Sint-Truiden - Melveren - Nieuwerkerken - Kortenbos - Kozen | Op aanvraag (zondagbediening, belbus) | Station |
| S12  | Sint-Truiden - Brustem - Bevingen - Kerkom - Aalst - Gelmen - Engelmanshoven - Gelinden - Klein-Gelmen - Heers - Gelinden - Mechelen-Bovelingen - Rukkelingen-Loon - Mechelen-Bovelingen - Batsheers - Opheers - Heers - Klein-Gelmen - Mettekoven - Groot-Gelmen - Gelinden - Brustem - Ordingen - Zepperen - Kortenbos | Op aanvraag (zondagbediening, belbus) | Station, Overweg |